# Ayutuxtepeque
Ayutuxtepeque ist eine Stadt und ein Municipio in El Salvador in Mittelamerika im Departamento San Salvador und hat 34.710 Einwohner (2007) auf 8,41 km².
Die Stadt liegt auf einer Höhe von 695 m ü. NN gehört am nördlichen Stadtrand, 8 km vom Zentrum, zur Metropolregion der Landeshauptstadt San Salvador. Verwaltungsmäßig teilt sie sich weiter auf in El Zapote und Los Llanitos. Bürgermeisterin für die Wahlperiode 2009–2012 ist Blanca Flor Bonilla (FMLN).
1. ↑  http://operacion-cusuco.blogspot.com/